# Belulah Marie Dix
Belulah Marie Dix (ur. 25 grudnia 1876 w Kingston, zm. 25 września 1970 w Woodland Hills) – amerykańska dramatopisarka i scenarzystka.

## Biografia
Urodziła się 25 grudnia 1876 w Kingston. Talent pisarski wykazywała od najmłodszych lat. I choć jej ojciec, z zawodu brygadzista, z trudem mógł opłacić czesne, w wieku 16 lat Dix rozpoczęła naukę w Radcliffe College. Uczelnię ukończyła w 1897 roku summa cum laude. Za swoją rozprawę otrzymała (jako pierwsza kobieta w historii) nagrodę literacką George B. Sophier Prize.
Już w czasie studiów sprzedawała opowiadania do czasopism. Tworzyła też swoje pierwsze sztuki, przeznaczone do teatrów studenckich. Po studiach zrezygnowała z podjęcia zawodu nauczycielki (który był typową ścieżką kariery dla kobiet w tamtym czasie i dzięki któremu miała zamiar zwrócić ojcu opłaty za studia) i zajęła się twórczością literacką. Pisała dramaty, powieści historyczne i utwory dla dzieci Pisarka twierdziła, że napisała łącznie ok. 30 powieści.
W 1916 roku udała się do Kalifornii, aby odwiedzić swoją agentkę, Beatrice deMille i podczas tego pobytu zdecydowała się podjąć pracę scenarzystki dla wytwórni Lasky Feature Play Film. Według Evelyn Flebbe Scott, córki Dix, pisarka zrobiła to dla zabawy. W innym źródle można natomiast znaleźć informację, że motywacja miała charakter finansowy – mąż Dix, Niemiec z pochodzenia, miał problemy z utrzymaniem rodziny w czasie wojny. Dix odniosła sukces w nowym zawodzie. Pisała szybko, była znana z tworzenia wyrazistych postaci historycznych, miała też talent do scen przemocy. Choć scenopisarstwo było jej głównym zajęciem, zdarzało jej się też pełnić inne, bardzo różnorodne role na planie (było to typowe dla okresu kina niemego) – bywała asystentką reżysera, statystką, techniczką oświetlenia i montażystką. Nie prowadziła życia gwiazdy i nie miała olśniewającego wizerunku. Obracała się w małym kręgu towarzyskim i wolała budować swoją karierę na pracy i talencie, nie na znajomościach. Była szanowana i uważana za rzetelną, czuła dumę ze swojego rzemiosła i wkładu w rozwój sztuki filmowej. Ze względu na szacunek, którym się cieszyła, kiedy przemysł filmowy borykał się z problemami wizerunkowymi po skandalu związanym ze śmiercią Virginii Rappe i oskarżeniami wobec Fatty’ego Arbuckle’a, studio Paramount Pictures wysłało ją w trasę z serią wykładów o pozytywnych stronach Hollywood.
W 1924 roku Dix opuściła Paramount i dołączyła do wytwórni DeMille Studios. Zdaniem jej córki nie była to jej własna decyzja – Paramount miał nie przedłużyć kontraktu ze scenarzystką po odejściu braci DeMille (Cecila B. DeMille’a i Williama C. de Mille’a), z którymi była towarzysko związana. Założono bowiem automatycznie, że nie będzie chciała zostać po ich odejściu.
Kariera Dix zwolniła po przełomie dźwiękowym w filmie, choć nadal pisywała scenariusze. Zmarła w 1970 roku.

## Twórczość filmowa
- The Prison Without Walls (1917)
- The Cost of Hatered (1917)
- The Girl at Home (1917)
- What Money Can’t Buy (1917)
- The Hostage (1917)
- Ghost House (1917)
- The Sunset Trail (1917)
- The Cost of East (1917)
- Nan of Music Mountatin (1917)
- On Record (1917)
- The Hidden Pearls (1918)
- Wild Youth (1918)
- The Girl Who Came Back (1918)
- Women’s Weapons (1918)
- The Squaw Man (1918)
- Fires of Faith (1919)
- The Woman Thou Gavest Me (1919)
- Secret Service (1919)
- The Heart of Youth (1919)
- In Mizzoura (1919)
- Men, Women and Money (1919)
- Held by the Enemy (1920)
- Sweet Lavender (1920)
- The Breed of the Treshams (1920)
- The Easy Road (1921)
- The Affairs of Anatol (1921)
- Fool’s Paradise (1921)
- Crimson Challenge (1922)
- The Ordeal (1922)
- For the Defense (1922)
- Borderland (1922)
- A Daughter’s Luxury (1922)
- Hiszpańska tancerka (1923)
- Nobody’s Money (1923)
- Children of Jazz (1923)
- The Fighting Blade (1923)
- The Feet of Clay (1924)
- Droga do jutra (1925)
- Silence (1926)
- Sunny Side Up (1926)
- The Country Doctor (1927)
- Fighting Love (1927)
- The Leopard Lady (1928)
- Ned McCobb’s Daughter (1928)
- Girls Gone Wild (1929)
- The Godless Girl (1929)
- Black Magic (1929)
- Ostatnia sprawa Trenta (1929)
- Girl of the Port (1930)
- Midnight Mystery (1930)
- Conspiracy (1930)
- Three Who Loved (1931)
- The Life of Jimmy Dolan (1933)
- Even in my Heart (1933)
- College Scandal (1935)
- They Made me a Criminal (1939)
- Sweater Girl (1942)[6]